# Alte Schule (Raddusch)

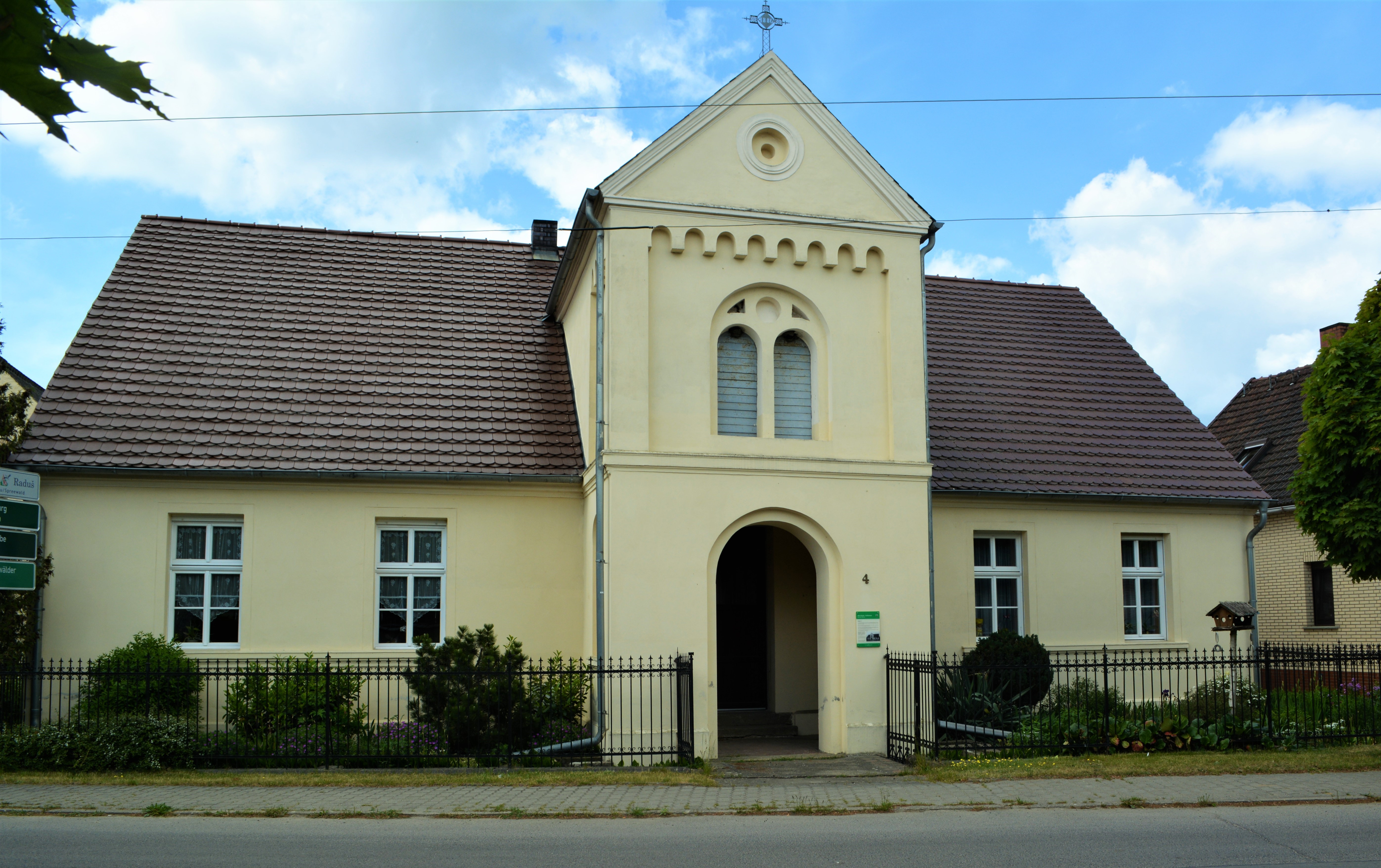
Früheres Schulgebäude in Raddusch (2016)

Die Alte Schule ist ein früheres Schulgebäude in Raddusch, einem Ortsteil der Stadt Vetschau/Spreewald im Landkreis Oberspreewald-Lausitz in Brandenburg. Das heute als Wohnhaus genutzte Gebäude diente zwischen 1905 und 1991 als Gemeindehaus für die Kirchengemeinde der Wendisch-Deutschen Doppelkirche in Vetschau. Das Bauwerk ist ein eingetragenes Baudenkmal in der Denkmalliste des Landes Brandenburg.

## Geschichte und Architektur
Das Schulgebäude wurde im Jahr 1840 fertig gestellt und war das erste Gebäude in Raddusch, das als gemeinschaftlicher Unterrichtsraum genutzt wurde. Das Haus verfügte über einen großen Raum, in dem alle Schüler des Dorfes unterrichtet wurden, sowie die Lehrerwohnung. Im Jahr 1842 wurden in der Schule 110 Kinder aus Raddusch und dem Nachbarort Göritz unterrichtet. Bis 1897 erfolgte der Unterricht ausschließlich in niedersorbischer Sprache. Danach wurde der sorbischsprachige Unterricht nach einer Weisung der preußischen Obrigkeit eingestellt, obwohl in Raddusch zu dieser Zeit fast ausschließlich sorbischsprachige Einwohner lebten.
Aufgrund steigender Kinderzahlen wurde im Jahr 1905 südlich des Dorfangers ein neues Schulgebäude errichtet, dieses wird heute von dem örtlichen Kindergarten genutzt. Die alte Schule wurde fortan vom Kirchspiel Vetschau-Land als Gemeindehaus für Bibelstunden sowie Religions- und Konfirmationsunterricht genutzt. 1991 verkaufte die Kirchengemeinde das Gebäude, das heute als Wohnhaus genutzt wird.
Die alte Schule ist ein eingeschossiger Putzbau aus Ziegelmauerwerk mit fünf Achsen und einem Satteldach. Der nachträglich als Glockenturm angebaute Mittelrisalit ist zweigeschossig mit einem rundbogigen Eingangsportal und Schallluken im oberen Geschoss. Der Turm ist mit Rundbogenfries verziert und wird von einem Zwerchhaus mit rundbogiger Blende abgeschlossen, auf dessen Spitze ein Kreuz aufgesetzt ist. Vor dem Zugang zum Haus liegt eine dreistufige Treppe. Die rechteckigen Fenster haben leicht eine leicht hervorgehobene angeputzte Rahmung und sind mit einem Sohlbankgesims versehen.